# Vysočanská metróállomás
Vysočanská egy metróállomás Prágában a prágai B metró vonalán.

## Szomszédos állomások
A metróállomáshoz az alábbi állomások vannak a legközelebb:
- Českomoravská (Zličín)
- Kolbenova (Černý Most)

## Átszállási kapcsolatok
| B (Zličín ↔ Černý Most) |                                                                                               |                         |
| Állomás                 | Átszállási kapcsolatok                                                                        | Fontosabb létesítmények |
| Vysočanská              | 136, 151, 152, 177, 182, 183, 195, 375 14, 16, 94 R10 S2 R21 S22 S3 S34 R43 S9 Praha-Vysočany | Praha-Vysočany          |